# Інфрачервоний термометр

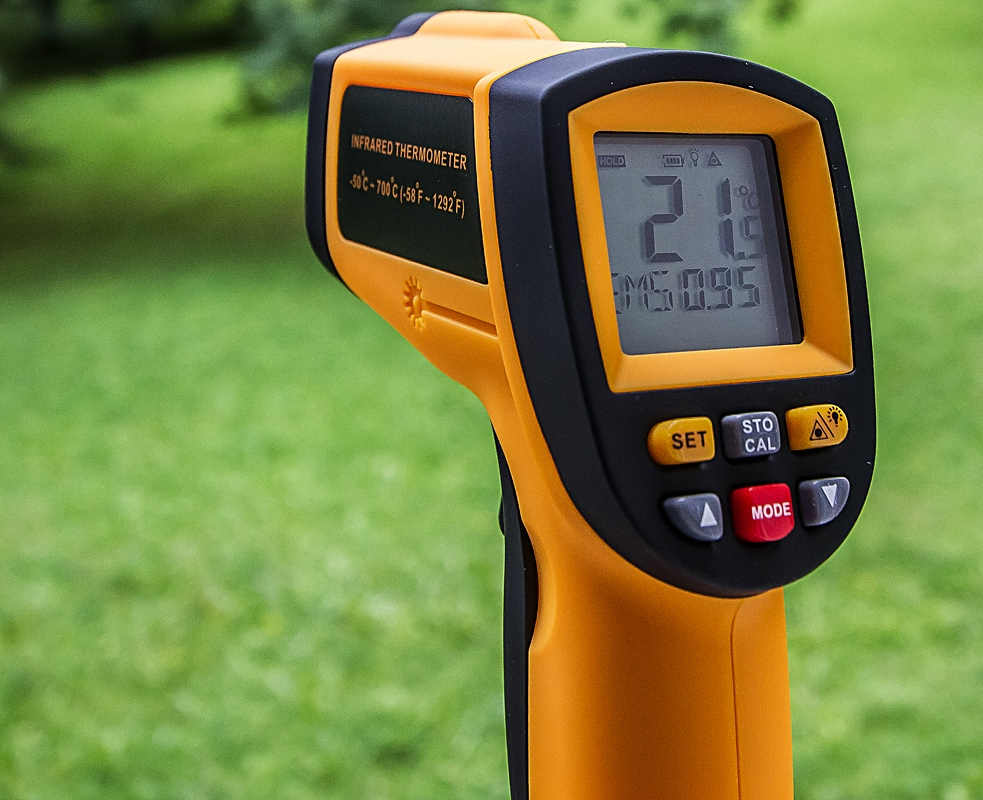
Інфрачервоний термометр

Інфрачервоний термометр це термометр, який визначає температуру за допомогою реєстрації променів теплового випромінення, яке іноді називається випроміненням чорного тіла, що поширюється від вимірюваного об'єкта. Такі термометри іноді називаються лазерними термометрами, якщо в них використовується допоміжний лазер, або безконтактними термометрами, оскільки термометр дозволяє вимірювати температуру на відстані.

## Опис
Знаючи кількість інфрачервоної енергії, яку випромінює об'єкт і його випромінювальну здатність, можна визначити його температуру. Інфрачервоні термометри являють собою підмножину пристроїв, відомих як «термометри теплового випромінення».

При значеннях температури, які близькі до температури навколишнього середовища, можливе отримання неправдивих і неточних свідчень при вимірюванні таким термометром. Це відбувається тому, що часто вимірюється відбите випромінення від об'єкта, якогось іншого джерела тепла, наприклад, розігрітої стіни або іншого теплішого об'єкта поруч — навіть людина, яка тримає термометр, іноді може бути джерелом похибки. Також помилки можуть бути внаслідок неправильної оцінки випромінювальної здатності.

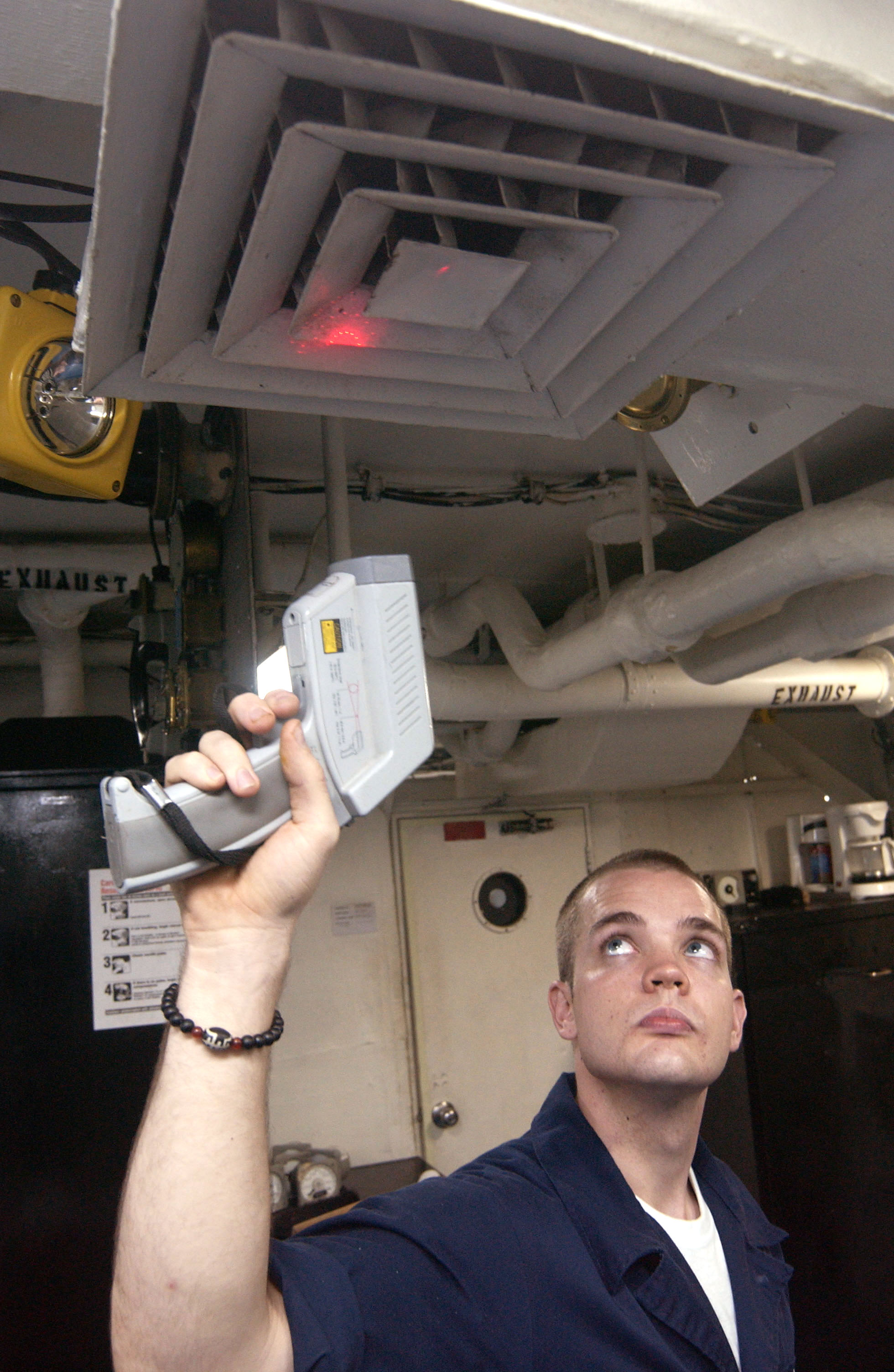
Використання

Найпростіший прилад складається з лінзи, яка фокусує інфрачервоне теплове випромінювання на датчик, який перетворює інтенсивність випромінення на електричний сигнал, що може бути представлений в одиницях температури після того, як буде врахована температура навколишнього середовища. Така конструкція дозволяє здійснювати вимірювання температури на відстані без контакту з об'єктом вимірювання. Таким чином, інфрачервоний термометр використовується для вимірювання температури в умовах, коли термопара або інші подібні датчики не можуть бути використаний або не дозволяють отримати точні дані з різних причин.

## Приклади використання
Такий термометр дозволяє працювати з об'єктами у зазвичай складних умовах: об'єкт, що рухається, об'єкт, оточений електромагнітним полем (як при індукційному нагріванні), об'єкт у вакуумі чи іншій контрольованій атмосфері, в умовах, де необхідна швидка реакція, потрібна дуже точна температура поверхні, температура об'єкту значно перевищує рекомендовану для контактних датчиків тощо.
Інфрачервоні термометри можуть використовуватися для широкого спектра контролю температури, як-от: виявлення хмар для віддаленої роботи телескопа, перевірку механічного чи електричного обладнання на перевищення температури та гарячих точок, вимірювання температури пацієнтів у лікарні, не торкаючись їх, перевірку температури нагрівача або духовки для калібрування та контролю, перевірку гарячих точок під час пожежогасіння, моніторинг матеріалів під час нагрівання чи охолодження, вимірювання температури вулканів. У часи епідемій захворювань, які перебігають з гарячкою, наприклад, коронавірусної хвороби 2019, хвороби, яку спричинює вірус Ебола тощо, інфрачервоні термометри використовувались для перевірки людей.

## Типи
Зазвичай інфрачервоні термометри бувають наступні:
- Точковий інфрачервоний термометр або інфрачервоний пірометр, який дозволяє заміряти температуру в точці на поверхні (зазвичай відносно невеликої області, яка визначається відношенням Відстань/площа поверхні).

Схожі види обладнання, які не є просто термометрами, включають:
- Інфрачервоні скануючі системи дозволяють заміряти більші площі, зазвичай з використанням точкового термометра, яке направляється на ціль за допомогою дзеркала, яке обертається. Такі пристрої широко застосовуються у виробництві, в яких має місце використання конвеєрів або мережевих процесів, таких як виготовлення за допомогою печей великих аркушів скла або металу, тканини і паперу або безперервних матеріалів уздовж конвеєрної стрічки.
- Інфрачервоні камери теплового зображення або тепловізори по суті являють собою термометри на основі інфрачервоного випромінювання, які вимірюють температуру в багатьох точках для відносно великої площі, і формують двовимірне зображення, яке називається термограмою, де кожен піксель представляє температуру.

Фотоапарати, які використовують інфрачервону фотоплівку і відповідні лінзи, фільтри та ін., також називаються інфрачервоними камерами. Вона реєструє лише короткі хвилі і не чутлива до теплового випромінювання від об'єктів, які мають кімнатну температуру.

## Галерея

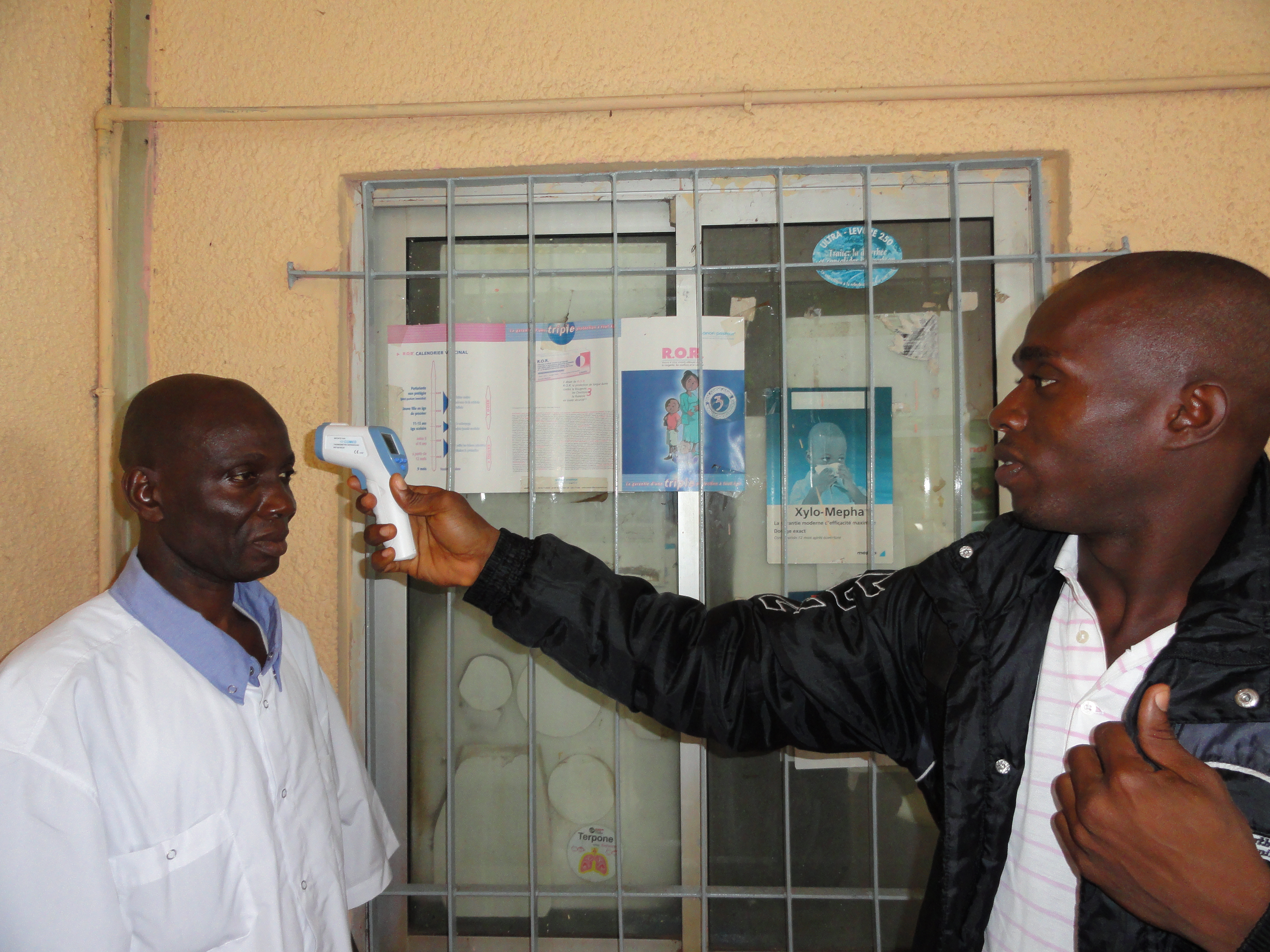
Тренування за допомогою медичного ІЧ-термометра
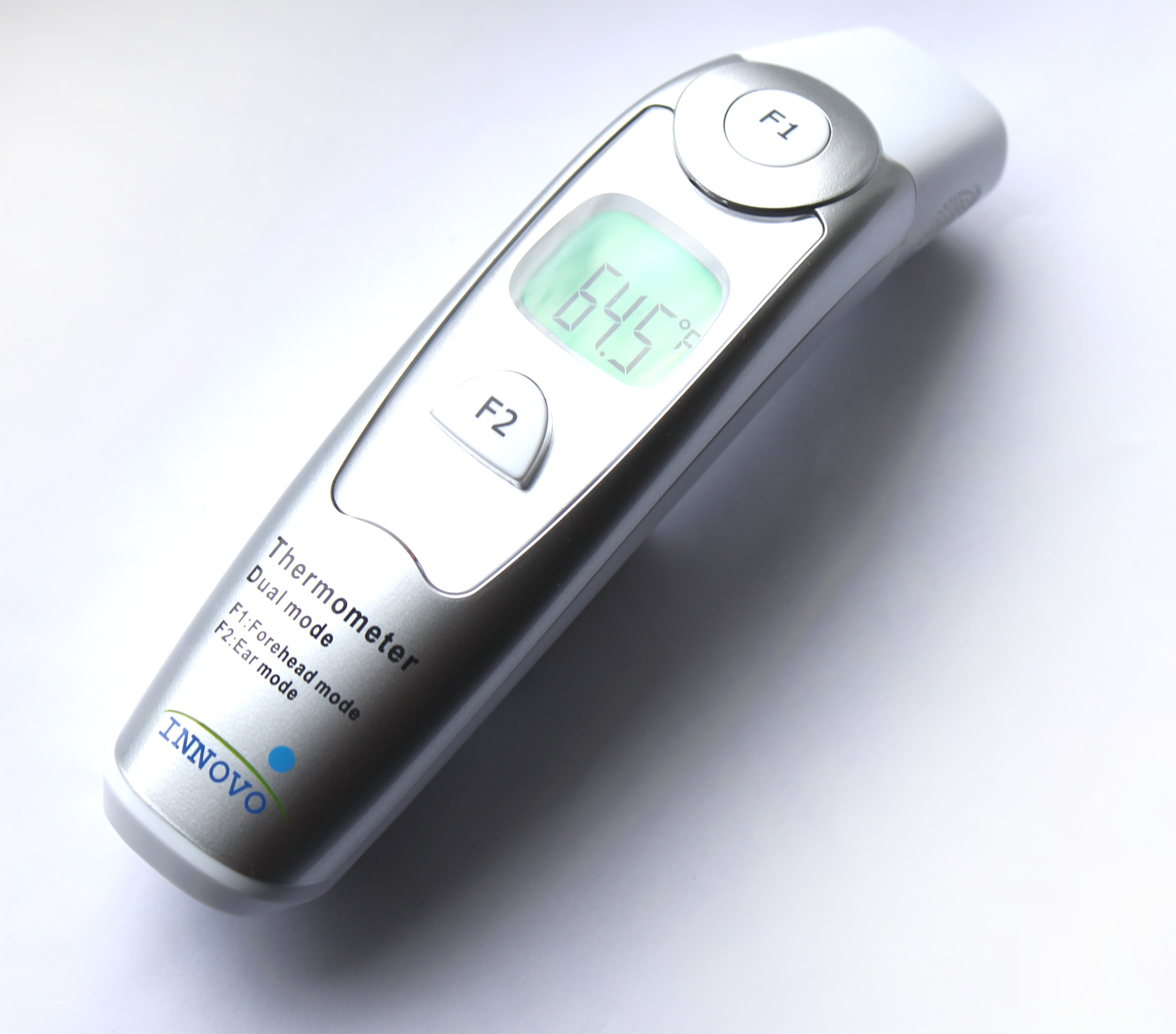
Приклад медичного ІЧ-термометра
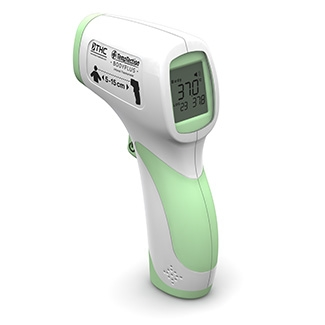
Приклад медичного ІЧ-термометра
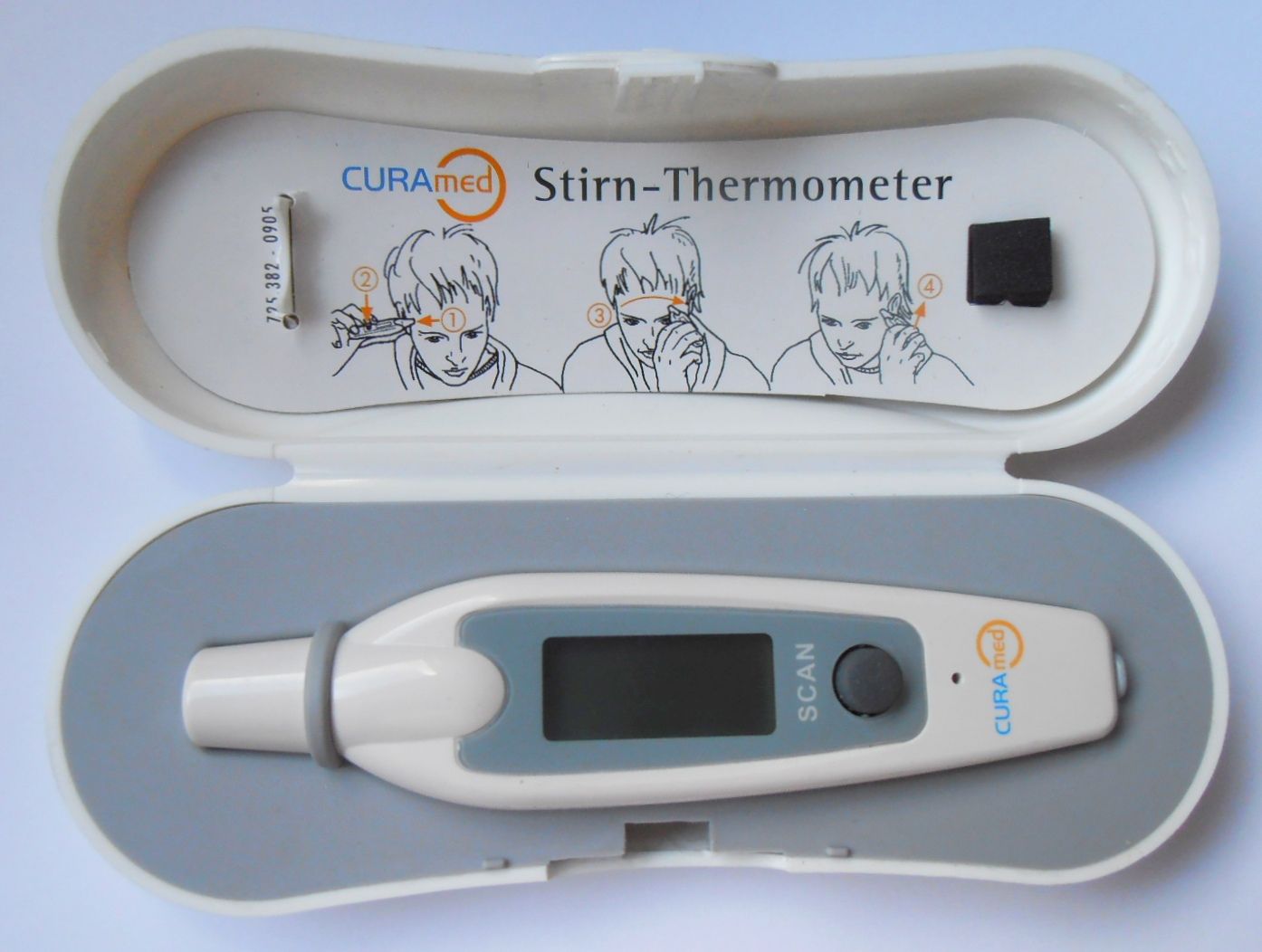
Приклад медичного ІЧ-термометра